# 義土戰爭
義土戰爭，土耳其稱為的黎波里戰爭（Trablusgarp Savaşı），是一場於1911年義大利王國與鄂圖曼帝國的戰爭。戰爭爆發於1911年9月，至翌年10月結束。義大利王國於統一後逐漸湧現殖民主義思潮，剛好1911年7月發生了摩洛哥危機，恰巧提供了有利的入侵時機，於是義大利事後即決定揮師入侵鄂圖曼帝國在北非的屬地。1911年9月28日，義大利政府以其在的黎波里和昔蘭尼加的利益受到侵犯為藉口，向鄂圖曼帝國發出最後通牒，要求土耳其同意其進駐的黎波里，但卻遭拒絕，於是在次日向土宣戰，義軍開始登陸入侵利比亞。1912年3月現代化的義大利皇家海軍已取得地中海的戰略主導權，並攻佔了十二群島。其後在奧匈帝國的外交壓力下，雙方簽訂了烏契條約。條約使得義大利得到了北非的的黎波里及昔蘭尼加的領土，於是這塊自十六世紀中期鄂圖曼土耳其帝國所控制的北非沿海地區自此落入義大利的手中。義大利的勝利激起了保加利亞、希臘和塞爾維亞等巴爾幹國家反對土耳其的決心，最終引發了第一次巴爾幹戰爭。
義土戰爭也是人類第一次以動力飛行器，在空中進行戰鬥。義大利軍也使用飛機投擲炸彈，攻擊土耳其軍在利比亞的地面軍隊。

## 烏契條約
隨著勝利的天秤往進攻方倒，義大利外交官決定向鄂圖曼開出對已方極為有利的條件。
一九一二年十月十八日，雙方代表於瑞士洛桑附近的烏契簽署烏契條約，也被稱為第一次洛桑條約（避免與一九二三年的洛桑條約搞混）。
條約主要內容如下:
- 顎土曼向義大利割讓 的黎波里及昔蘭尼加
- 義大利軍隊立即從其在戰爭中佔領的十二群島撤出一切的軍事人員

## 相關聯結
- 義大利殖民地

## 其它連結
- 義大利領土資料 （页面存档备份，存于）
- 義大利殖民帝國